# Iziphya vittata
Iziphya vittata är en insektsart. Iziphya vittata ingår i släktet Iziphya och familjen långrörsbladlöss. Inga underarter finns listade i Catalogue of Life.